# Liste des chansons enregistrées par Serge Lama
Cette page recense, en respectant la chronologie, les chansons enregistrées par Serge Lama qui ont fait l'objet d'une diffusion sur disque.

## chansons enregistrées
Les textes des chansons, sauf indications contraires et/ou précisions supplémentaires, sont de Serge Lama.

### Les années 1960
| Titre                            | Musique         | Paroles                   | Durée | Date | Support |
| -------------------------------- | --------------- | ------------------------- | ----- | ---- | --- |
| À 15 ans                         | Jackie Bayard   |                           | 3:15  | 1964 | super 45 tours Bel Air 211 220 |
| Le bouffon du roi                | Freddy Guennett |                           | 2:12  | 1964 | super 45 tours Bel Air 211 220 |
| En ce temps-là                   | Jackie Bayard   |                           | 2:36  | 1964 | super 45 tours Bel Air 211 220 |
| C'était ma femme                 | Claude Rolland  |                           | 3:09  | 1964 | super 45 tours Bel Air 211 220 |
| Ils viendront                    | Emil Stern      |                           | 2:33  | 1965 | super 45 tours La voix de son maître EGF 819 |
| Clara                            | Serge Lama      |                           | 2:12  | 1965 | super 45 tours La voix de son maître EGF 819 |
| Fais ta valise                   | Emil Stern      |                           | 2:35  | 1965 | super 45 tours La voix de son maître EGF 819 |
| Le jugement dernier              | Emil Stern      |                           | 2:22  | 1965 | super 45 tours La voix de son maître EGF 819 |
| Avec leurs beaux sourires        | Emil Stern      |                           | 2:50  | 1965 | super 45 tours La voix de son maître EGF 840 33 tours Pathé-Marconi SPTX 340 854 Les Ballons rouges (1969)                                                                                               |
| On n'est pas né pour rien        | Emil Stern      |                           | 2:20  | 1965 | super 45 tours La voix de son maître EGF 840 |
| Dis, Pedro                       | Emil Stern      |                           | 2:45  | 1965 | super 45 tours La voix de son maître EGF 840 33 tours Pathé-Marconi SPTX 340 854 Les Ballons rouges (1969)                                                                                               |
| Les plages blanches              | Emil Stern      |                           | 2:44  | 1965 | super 45 tours La voix de son maître EGF 840 |
| Sans toi                         | Yves Gilbert    |                           | 2:45  | 1966 | super 45 tours La voix de son maître EGF 896 33 tours Pathé-Marconi SPTX 340 854 Les Ballons rouges (1969)                                                                                               |
| La guerre à vingt ans            | Emil Stern      |                           | 2:00  | 1966 | super 45 tours La voix de son maître EGF 896 33 tours Pathé-Marconi SPTX 340 854 Les Ballons rouges (1969)                                                                                               |
| Madame Poupon                    | Yves Gilbert    |                           | 2:40  | 1966 | super 45 tours La voix de son maître EGF 896 33 tours Pathé-Marconi SPTX 340 854 Les Ballons rouges (1969)                                                                                               |
| Y'a pas à dire                   | Emil Stern      |                           | 3:05  | 1966 | super 45 tours La voix de son maître EGF 896 33 tours Pathé-Marconi SPTX 340 854 Les Ballons rouges (1969)                                                                                               |
| Les roses de Saint-Germain       | Yves Gilbert    |                           | 2:30  | 1967 | 'super 45 tours La voix de son maître EGF 1004 33 tours Pathé-Marconi SPTX 340 854 Les Ballons rouges (1969)                                                                                             |
| Mon doux agneau ma tendre chatte | Yves Gilbert    |                           | 2:55  | 1967 | super 45 tours La voix de son maître EGF 1004 33 tours Pathé-Marconi SPTX 340 854 Les Ballons rouges (1969)                                                                                              |
| Dans les usines                  | Yves Gilbert    |                           | 3:10  | 1967 | super 45 tours La voix de son maître EGF 1004 33 tours Pathé-Marconi SPTX 340 854 Les Ballons rouges (1969)                                                                                              |
| Dédoublement de personnalité     | Yves Gilbert    |                           | 2:25  | 1967 | super 45 tours La voix de son maître EGF 1004 33 tours Pathé-Marconi SPTX 340 854 Les Ballons rouges (1969)                                                                                              |
| Les Ballons rouges               | Yves Gilbert    |                           | 3:25  | 1967 | super 45 tours La voix de son maître EGF 968 33 tours Pathé-Marconi SPTX 340 854 Les Ballons rouges (1969)                                                                                               |
| Comment t'as fait                | Emil Stern      |                           | 2:15  | 1967 | super 45 tours La voix de son maître EGF 968 33 tours Pathé-Marconi SPTX 340 854 Les Ballons rouges (1969)                                                                                               |
| L'orgue de Barbara               | Serge Lama      |                           | 2:40  | 1967 | super 45 tours La voix de son maître EGF 968 33 tours Pathé-Marconi SPTX 340 854 Les Ballons rouges (1969)                                                                                               |
| Recto-verso                      | Yves Gilbert    |                           | 2:20  | 1967 | super 45 tours La voix de son maître EGF 968 33 tours Pathé-Marconi SPTX 340 854 Les Ballons rouges (1969)                                                                                               |
| Le temps de la rengaine          | Yves Gilbert    |                           | 2:55  | 1968 | 33 tours Philips 844907BY D'aventures en aventures, |
| T'as grandi                      | Yves Gilbert    |                           | 3:20  | 1968 | 33 tours Philips 844907BY D'aventures en aventures |
| Les belles de mai                | Yves Gilbert    | Eddy Marouani, Serge Lama | 2:45  | 1968 | 33 tours Philips 844907BY D'aventures en aventures |
| Le son du tam tam                | Yves Gilbert    |                           | 3:20  | 1968 | 33 tours Philips 844907BY D'aventures en aventures |
| Les maisons grandes              | Yves Gilbert    |                           | 2:50  | 1968 | 33 tours Philips 844907BY D'aventures en aventures |
| Quand ton visage est à la pluie  | Yves Gilbert    |                           | 2:40  | 1968 | 33 tours Philips 844907BY D'aventures en aventures |
| Girls... Girls                   | Yves Gilbert    |                           | 2:45  | 1968 | 33 tours Philips 844907BY D'aventures en aventures |
| D'aventures en aventures         | Yves Gilbert    |                           | 3:20  | 1968 | 33 tours Philips 844907BY D'aventures en aventures |
| Les chants les plus beaux        | Yves Gilbert    |                           | 3:45  | 1968 | 33 tours Philips 844907BY D'aventures en aventures |
| Le 15 juillet à 5 heures         | Yves Gilbert    |                           | 3:10  | 1968 | 33 tours Philips 844907BY D'aventures en aventures |
| Mémorandum pour un pucelage      | Yves Gilbert    |                           | 3:25  | 1968 | 33 tours Philips 844907BY D'aventures en aventures |
| Comme elles étaient belles       | Emil Stern      |                           | 3:10  | 1968 | 33 tours Philips 844907BY D'aventures en aventures En 2022, pour l'album Où sont passés nos rêves, Serge Lama enregistre une nouvelle version de Comme elles étaient belles avec des paroles différentes |

### Les années 1970
| Titre                                                            | Musique                                                   | Paroles                       | Durée | Date | Support |
| ---------------------------------------------------------------- | --------------------------------------------------------- | ----------------------------- | ----- | ---- | --- |
| Charivarivari                                                    | Yves Gilbert                                              |                               | 2:45  | 1970 | 33 tours Philips 6397002 Et puis on s'aperçoit |
| Une île                                                          | Yves Gilbert                                              |                               | 3:10  | 1970 | 33 tours Philips 6397002 Et puis on s'aperçoit |
| Édith                                                            | Maxime Le Forestier                                       |                               | 2:45  | 1970 | 33 tours Philips 6397002 Et puis on s'aperçoit |
| L'orpheline est partie                                           | Y. Scanos                                                 |                               | 2:07  | 1970 | 33 tours Philips 6397002 Et puis on s'aperçoit |
| Le misogyne                                                      | Yves Gilbert                                              |                               | 3:15  | 1970 | 33 tours Philips 6397002 Et puis on s'aperçoit |
| En 40                                                            | J. Bayard et Serge Lama                                   |                               | 3:10  | 1970 | 33 tours Philips 6397002 Et puis on s'aperçoit |
| Les vagues de la mer                                             | N. Heiman                                                 |                               | 2:59  | 1970 | 33 tours Philips 6397002 Et puis on s'aperçoit |
| Ma muse                                                          | Maxime Le Forestier                                       |                               | 2:30  | 1970 | 33 tours Philips 6397002 Et puis on s'aperçoit |
| Ballade pour une colombe                                         | Jean Morlier                                              |                               | 2:57  | 1970 | 33 tours Philips 6397002 Et puis on s'aperçoit |
| La voisine                                                       | Y. Scanos                                                 |                               | 2:35  | 1970 | 33 tours Philips 6397002 Et puis on s'aperçoit |
| C'est toujours comme ça la première fois                         | Yves Gilbert                                              |                               | 2:50  | 1970 | 33 tours Philips 6397002 Et puis on s'aperçoit |
| Et puis on s'aperçoit...                                         | Yves Gilbert                                              |                               | 3:15  | 1970 | 33 tours Philips 6397002 Et puis on s'aperçoit |
| Les chemins de la liberté mènent à l'amour                       | Serge Lama                                                |                               | 2:20  | 1970 | 45 tours Philips 6009 068 |
| Superman (Apeman)                                                | Raymond Douglas Davies                                    | Serge Lama (adaptation)       | 2:35  | 1971 | 33 tours Philips 6325001 Superman |
| Comme Gwendoline dans l'arrangement                              | Alice Dona                                                |                               | 3:10  | 1971 | 33 tours Philips 6325001 Superman |
| Un jardin sur la Terre                                           | Alice Dona                                                | Henri Dijan, Jacques Demarny  | 3:00  | 1971 | 33 tours Philips 6325001 Superman |
| Soleil de nuit                                                   | Yves Gilbert                                              |                               | 2:40  | 1971 | 33 tours Philips 6325001 Superman |
| Les tendres amours                                               | Nachum Heiman                                             |                               | 2:40  | 1971 | 33 tours Philips 6325001 Superman |
| Bungalow 73                                                      | Yves Gilbert                                              |                               | 2:55  | 1971 | 33 tours Philips 6325001 Superman |
| Vivre tout seul (Bird on the Wire)                               | Léonard Cohen                                             | Serge Lama (adaptation)       | 4:10  | 1971 | 33 tours Philips 6325001 Superman En 2022, pour l'album Où sont passés nos rêves', Serge Lama enregistre une nouvelle version de Vivre tout seul                                        |
| La vie de chien                                                  | Yves Gilbert                                              |                               | 2:05  | 1971 | 33 tours Philips 6325001 Superman |
| Les chimpanzés                                                   | Jacques Datin                                             |                               | 2:05  | 1971 | 33 tours Philips 6325001 Superman |
| L'amour ! L'amour !                                              | Yves Gilbert                                              |                               | 3:15  | 1971 | 33 tours Philips 6325001 Superman |
| Le taxi jaune                                                    | André Popp                                                |                               | 2:05  | 1971 | 33 tours Philips 6325001 Superman |
| Malgré tout                                                      | Serge Lama                                                |                               | 3:00  | 1971 | 33 tours Philips 6325001 Superman |
| Avec Judith                                                      | Robert Flax, L. Lambert                                   |                               | 2:37  | 1971 | 45 tours Philips 6009 204 |
| Tout ça pour rien (I Am... I Said (en))                          | Neil Diamond                                              | Serge lama (adaptation)       |       | 1971 | 45 tours Philips 6009 204 |
| Je suis malade                                                   | Alice Dona                                                |                               | 3:59  | 1973 | 33 tours Philips 6325 020 Je suis malade |
| Les glycines                                                     | Yves Gilbert, Jean-Claude Petit                           |                               | 2:25  | 1973 | 33 tours Philips 6325 020 Je suis malade |
| La chanson des pêcheurs                                          | Yves Gilbert                                              |                               | 2:55  | 1973 | 33 tours Philips 6325 020 Je suis malade |
| La fronde                                                        | Yves Gilbert, Jean-Claude Petit                           |                               | 2:40  | 1973 | 33 tours Philips 6325 020 Je suis malade |
| La crise de nerfs                                                | Yves Gilbert, Jean-Claude Petit                           |                               | 1:50  | 1973 | 33 tours Philips 6325 020 Je suis malade |
| Dans l'espace                                                    | Yves Gilbert                                              |                               | 3:35  | 1973 | 33 tours Philips 6325 020 Je suis malade |
| La chanteuse a vingt ans                                         | Alice Dona                                                |                               | 3:10  | 1973 | 33 tours Philips 6325 020 Je suis malade |
| L'enfant d'un autre                                              | Alice Dona                                                |                               | 2:55  | 1973 | 33 tours Philips 6325 020 Je suis malade |
| Les P'tites Femmes de Pigalle                                    | Jacques Datin                                             |                               | 3:30  | 1973 | 33 tours Philips 6325 020 Je suis malade |
| Mariages d'un jour                                               | Alice Dona                                                |                               | 2:40  | 1973 | 33 tours Philips 6325 020 Je suis malade |
| À chaque son de cloche                                           | Yves Gilbert                                              |                               | 3:45  | 1973 | 33 tours Philips 6325 020 Je suis malade |
| Le gibier manque et les femmes sont rares                        | Alice Dona                                                |                               | 2:35  | 1973 | 33 tours Philips 6325 020 Je suis malade |
| Chez moi                                                         | Alice Dona                                                |                               | 3:45  | 1974 | 33 tours Philips 9101 001 Chez moi |
| L'esclave                                                        | Yves Gilbert                                              |                               | 2:50  | 1974 | 33 tours Philips 9101 001 Chez moi |
| Boire un petit coup                                              | Yves Gilbert                                              |                               | 2:40  | 1974 | 33 tours Philips 9101 001 Chez moi |
| Star                                                             | Alice Dona                                                |                               | 3:15  | 1974 | 33 tours Philips 9101 001 Chez moi |
| La braconne                                                      | Alice Dona                                                | Eddy Marouani, Serge Lama     | 3:30  | 1974 | 33 tours Philips 9101 001 Chez moi |
| Mes frères                                                       | Serge Lama, Jean-Claude Petit                             |                               | 2:20  | 1974 | 33 tours Philips 9101 001 Chez moi |
| Le laveur de carreaux                                            | Serge Lama, Jean-Claude Petit                             |                               | 3:30  | 1974 | 33 tours Philips 9101 001 Chez moi |
| Ah !                                                             | Serge Lama, Jean-Claude Petit                             |                               | 3:05  | 1974 | 33 tours Philips 9101 001 Chez moi |
| La salle de bain                                                 | Alice Dona                                                |                               | 2:35  | 1974 | 33 tours Philips 9101 001 Chez moi |
| Tous les auf wiedersehen                                         | Alice Dona                                                |                               | 2:55  | 1974 | 33 tours Philips 9101 001 Chez moi |
| Le secrétaire                                                    | Alice Dona                                                |                               | 3:05  | 1974 | 33 tours Philips 9101 001 Chez moi |
| Toute blanche                                                    | Alice Dona                                                |                               | 4:10  | 1974 | 33 tours Philips 9101 001 Chez moi |
| Mon ami, mon maître                                              | Yves Gilbert                                              |                               | 3:15  | 1974 | double 33 tours live 6621 020 Serge Lama à l'Olympia 45 tours promotionnel Philips 6837 224                                                                                             |
| La french nana                                                   | Serge Lama                                                |                               | 1:00  | 1974 | double 33 tours live 6621 020 Serge Lama à l'Olympia 45 tours promotionnel Philips 6837 224                                                                                             |
| La vie lilas                                                     | Alice Dona                                                |                               | 4:35  | 1975 | 33 tours Philips 9101 016 La Vie lilas |
| Le roi du café tabac                                             | Alice Dona                                                |                               | 2:55  | 1975 | 33 tours Philips 9101 016 La Vie lilas |
| Le peintre est amoureux (dédié au peintre Jean Moulin)           | Alice Dona                                                |                               | 2:55  | 1975 | 33 tours Philips 9101 016 La Vie lilas |
| Elle (elle balaiera toutes les fleurs)                           | Alice Dona                                                |                               | 2:30  | 1975 | 33 tours Philips 9101 016 La Vie lilas |
| L'ogresse                                                        | Alice Dona                                                |                               | 2:15  | 1975 | 33 tours Philips 9101 016 La Vie lilas |
| La serveuse                                                      | Yves Gibert                                               |                               | 3:20  | 1975 | 33 tours Philips 9101 016 La Vie lilas |
| Dans ma garçonnière                                              | Alice Dona                                                |                               | 2:20  | 1975 | 33 tours Philips 9101 016 La Vie lilas |
| Les ports de l'Atlantique                                        | Yves Gilbert                                              |                               | 2:35  | 1975 | 33 tours Philips 9101 016 La Vie lilas |
| Le Bohémien                                                      | Alice Dona                                                |                               | 2:40  | 1975 | 33 tours Philips 9101 016 La Vie lilas |
| Dimanches en Italie                                              | Alice Dona                                                |                               | 3:30  | 1975 | 33 tours Philips 9101 016 La Vie lilas |
| Je t'aime à la folie                                             | Yves Gilbert                                              |                               | 2:55  | 1975 | 33 tours Philips 9101 016 La Vie lilas |
| Où vont tous ces bateaux ?                                       | Tony Stefanidis                                           |                               | 3:15  | 1975 | 33 tours Philips 9101 016 La Vie lilas |
| Ils s'aiment                                                     |                                                           |                               | 3:30  | 1975 | Inédit sorti en 2023 |
| L'antistar (participation de S. Lama)                            | Alice Dona                                                | Serge Lama                    | 3:00  | 1976 | chanson d'Alice Dona (présente sur son disque) 33 tours Pathé-Marconi - EMI 2C066-97421                                                                                                 |
| Le restaurant vide                                               | Yves Gilbert                                              |                               | 2:50  | 1977 | 33 tours Philips 9101 102 L'Enfant au piano |
| La nymphomane (celle qui ne dort jamais)                         | Yves Gilbert                                              |                               | 3:25  | 1977 | 33 tours Philips 9101 102 L'Enfant au piano |
| Le triomphe                                                      | Alice Dona                                                |                               | 3:05  | 1977 | 33 tours Philips 9101 102 L'Enfant au piano |
| Après l’amour comme c’est triste                                 | Alice Dona                                                |                               | 3:35  | 1977 | 33 tours Philips 9101 102 L'Enfant au piano |
| Mourir en France                                                 | Alice Dona                                                |                               | 2:55  | 1977 | 33 tours Philips 9101 102 L'Enfant au piano |
| L'enfant au piano                                                | Yves Gilbert                                              |                               | 3:20  | 1977 | 33 tours Philips 9101 102 L'Enfant au piano |
| Messieurs                                                        | Alice Dona                                                |                               | 2:25  | 1977 | 33 tours Philips 9101 102 L'Enfant au piano |
| Tarzan est heureux                                               | Yves Gilbert                                              |                               | 3:35  | 1977 | 33 tours Philips 9101 102 L'Enfant au piano |
| Je voudrais tant que tu sois là                                  | Yves Gilbert                                              |                               | 3:00  | 1977 | 33 tours Philips 9101 102 L'Enfant au piano |
| Nicolas (à Nicolas Peyrac)                                       | Serge Lama                                                |                               | 2:30  | 1977 | 33 tours Philips 9101 102 L'Enfant au piano |
| L'Algérie                                                        | Alice Dona                                                |                               | 3:50  | 1977 | 33 tours Philips 9101 102 L'Enfant au piano |
| Le chanteur                                                      | Alice Dona                                                |                               | 3:20  | 1977 | 33 tours Philips 9101 102 L'Enfant au piano |
| Le dernier baiser                                                | Alice Dona                                                |                               | 3:05  | 1977 | BOF du film Le Dernier Baiser 45 tours Philips 6042 291 double 33 tours Philips 6641 702 Palais des congrès 77 Serge Lama reprend ce titre en 2016 sur l'album Où sont passés nos rêves |
| Habanera de Carmen (en duo avec Nana Mouskouri)                  | Georges Bizet                                             | Henri Meilhac, Ludovic Halévy | 3:55  | 1977 | 45 tours Philips 6172 093 |
| Du ventre plat au ventre rond                                    | Alice Dona                                                |                               | 3:30  | 1978 | double 33 tours 6641 844 Enfadolescence |
| Le café du lycée                                                 | Yves Gilbert                                              |                               | 3:20  | 1978 | double 33 tours 6641 844 Enfadolescence |
| Les amitiés particulières, c’est quand les filles nous font peur | Alice Dona                                                |                               | 2:55  | 1978 | double 33 tours 6641 844 Enfadolescence |
| Des vagues d’étrangers                                           | Yves Gilbert                                              |                               | 2:55  | 1978 | double 33 tours 6641 844 Enfadolescence |
| Au service militaire                                             | Alice Dona                                                |                               | 2:40  | 1978 | double 33 tours 6641 844 Enfadolescence |
| L’archevêque                                                     | Yves Gilbert                                              |                               | 3:35  | 1978 | double 33 tours 6641 844 Enfadolescence |
| La fille dans l'église                                           | Alice Dona                                                | Maurice Vamby, Serge Lama     | 2:50  | 1978 | double 33 tours 6641 844 Enfadolescence |
| L’orphelin                                                       | Alice Dona                                                |                               | 3:00  | 1978 | double 33 tours 6641 844 Enfadolescence |
| Toutes les vagues                                                | Alice Dona                                                |                               | 3:00  | 1978 | double 33 tours 6641 844 Enfadolescence |
| Toi c’est pas pareil                                             | Alice Dona                                                |                               | 3:50  | 1978 | double 33 tours 6641 844 Enfadolescence |
| Les pas beaux, les pas belles                                    | Yves Gilbert                                              |                               | 2:45  | 1978 | double 33 tours 6641 844 Enfadolescence |
| Soirée sympathique                                               | Emil Stern                                                |                               | 2:35  | 1978 | double 33 tours 6641 844 Enfadolescence |
| Moyennant quoi                                                   | Alice Dona                                                |                               | 3:00  | 1978 | double 33 tours 6641 844 Enfadolescence |
| Entre parenthèses                                                | Yves Gilbert                                              |                               | 2:45  | 1978 | double 33 tours 6641 844 Enfadolescence |
| Quand je pars, quand je m’en vais                                | Yves Gilbert                                              |                               | 2:05  | 1978 | double 33 tours 6641 844 Enfadolescence |
| Mon frère                                                        | Yves Gilbert                                              |                               | 2:50  | 1978 | double 33 tours 6641 844 Enfadolescence |
| Devenir vieux                                                    | Yves Gilbert                                              |                               | 3:00  | 1978 | double 33 tours 6641 844 Enfadolescence |
| Le joyeux fêtard                                                 | Alice Dona                                                |                               | 1:45  | 1978 | double 33 tours 6641 844 Enfadolescence |
| Les Petites fées                                                 | Yves Gilbert                                              |                               | 2:40  | 1978 | double 33 tours 6641 844 Enfadolescence |
| Mon enfance m’appelle                                            | Yves Gilbert                                              |                               | 3:40  | 1978 | double 33 tours 6641 844 Enfadolescence |
| Au Chili comme à Prague                                          | Alice Dona                                                |                               | 4:20  | 1978 | double 33 tours 6641 844 Enfadolescence |
| Femme, femme, femme                                              | Alice Dona                                                |                               | 2:55  | 1978 | double 33 tours 6641 844 Enfadolescence |
| À quelle heure                                                   | Tony Stefanidis                                           |                               | 2:25  | 1978 | double 33 tours 6641 844 Enfadolescence |
| Y a ceux qui descendent                                          | Alice Dona                                                |                               | 2:50  | 1978 | double 33 tours 6641 844 Enfadolescence |
| Seul tout seul                                                   | Alice Dona                                                |                               | 3:20  | 1978 | double 33 tours 6641 844 Enfadolescence |
| J'arrive                                                         | Jacques Brel, Gérard Jouannest                            | Jacques Brel                  | 5:10  | 1979 | 33 tours Philips 9101 255 Lama chante Brel |
| Le prochain Amour (a)-Ne me quitte pas (b) (medley)              | Gérard Jouannest (a) - Jacques Brel, Gérard Jouannest (b) | Jacques Brel                  | 4:05  | 1979 | 33 tours Philips 9101 255 Lama chante Brel |
| Les Bourgeois                                                    | Jean Corti                                                | Jacques Brel                  | 2:35  | 1979 | 33 tours Philips 9101 255 Lama chante Brel |
| Dors ma mie                                                      | Jacques Brel, François Rauber                             | Jacques Brel                  | 3:15  | 1979 | 33 tours Philips 9101 255 Lama chante Brel |
| On n'oublie rien                                                 | Gérard Jouannest                                          | Jacques Brel                  | 3:05  | 1979 | 33 tours Philips 9101 255 Lama chante Brel |
| Il pleut "les carreaux"                                          | Jacques Brel, Glen Powell                                 | Jacques Brel                  | 3:40  | 1979 | 33 tours Philips 9101 255 Lama chante Brel |
| La Fanette                                                       | Jacques Brel                                              | Jacques Brel                  | 5:00  | 1979 | 33 tours Philips 9101 255 Lama chante Brel |
| L'homme dans la cité                                             | Jacques Brel, François Rauber                             | Jacques Brel                  | 2:30  | 1979 | 33 tours Philips 9101 255 Lama chante Brel |
| Les biches                                                       | Gérard Jouannest                                          | Jacques Brel                  | 3:10  | 1979 | 33 tours Philips 9101 255 Lama chante Brel |
| Le Plat Pays                                                     | Jacques Brel                                              | Jacques Brel                  | 2:50  | 1979 | 33 tours Philips 9101 255 Lama chante Brel |

### Les années 1980
| Titre                                                                                       | Musique                                               | Paroles                       | Durée | Date | Support |
| ------------------------------------------------------------------------------------------- | ----------------------------------------------------- | ----------------------------- | ----- | ---- | --- |
| Le dimanche en famille                                                                      | Alice Dona                                            |                               | 4:10  | 1980 | 33 tours Philips 6313 088 Souvenirs... Attention... Danger ! |
| Le lit d'Isabelle                                                                           | Tony Stefanidis                                       |                               | 2:45  | 1980 | 33 tours Philips 6313 088 Souvenirs... Attention... Danger ! |
| Ballerine                                                                                   | Yves Gilbert                                          |                               | 2:50  | 1980 | 33 tours Philips 6313 088 Souvenirs... Attention... Danger ! |
| Un tempo d'autorail                                                                         | Claude Perraudin                                      |                               | 3:00  | 1980 | 33 tours Philips 6313 088 Souvenirs... Attention... Danger ! |
| Stéphanie au violon                                                                         | Yves Gilbert                                          |                               | 3:45  | 1980 | 33 tours Philips 6313 088 Souvenirs... Attention... Danger ! |
| Je m'sens tout petit                                                                        | Alice Dona                                            |                               | 2:45  | 1980 | 33 tours Philips 6313 088 Souvenirs... Attention... Danger ! |
| Souvenirs... Attention... Danger !                                                          | Tony Stefanidis                                       |                               | 5:00  | 1980 | 33 tours Philips 6313 088 Souvenirs... Attention... Danger ! |
| Mon dada c'est la danseuse                                                                  | Jean-Claude Petit, Serge Lama                         |                               | 2:50  | 1980 | 33 tours Philips 6313 088 Souvenirs... Attention... Danger ! |
| Une vie basse calories                                                                      | Jean-claude Petit                                     |                               | 4:00  | 1980 | 33 tours Philips 6313 088 Souvenirs... Attention... Danger ! |
| La vieille et le brocanteur                                                                 | Yves Gilbert                                          |                               | 2:55  | 1980 | 33 tours Philips 6313 088 Souvenirs... Attention... Danger ! |
| Othello                                                                                     | Jean-Claude Petit, Serge Lama                         |                               | 3:15  | 1980 | 33 tours Philips 6313 088 Souvenirs... Attention... Danger ! |
| De France                                                                                   | Alice Dona                                            |                               | 3:30  | 1980 | 45 tours Philips 6010 205 double 33 tours live 6622 024 Palais des congrès 81 - Avec simplicité (1981) |
| Avé Maria                                                                                   | Yves Gilbert                                          |                               | 4:25  | 1980 | 45 tours Philips 6010 205 double 33 tours live 6622 024 Palais des congrès 81 - Avec simplicité (1981) |
| Avec simplicité                                                                             | Georges Augier de Moussac                             | Richard Cocciante, Serge Lama | 3:48  | 1981 | 45 tours Philips 6010 449 double 33 tours live 6622 024 Palais des congrès 81 - Avec simplicité (version studio donnée ici en faux-live) |
| Les piscines privées                                                                        | Yves Gilbert                                          |                               | 5:09  | 1981 | 45 tours Philips 6010 449 double 33 tours live 6622 024 Palais des congrès 81 - Avec simplicité (version studio donnée ici en faux-live) |
| Music-hall                                                                                  | Jean-Claude Petit                                     |                               |       | 1981 | double 33 tours live 6622 024 Palais des congrès 81 - Avec simplicité (version studio donnée ici en faux-live) |
| Le tyran                                                                                    | Jean-claude Petit                                     |                               |       | 1981 | double 33 tours live 6622 024 Palais des congrès 81 - Avec simplicité (version studio donnée ici en faux-live) |
| Non mon fils n'aura pas d'enfant (en duo avec Georges Chauvier)                             | Yves Gilbert                                          | Serge Lama, Georges Chauvier  | 3:10  | 1981 | 33 tours Philips 6313 255 Lama père et fils |
| Comme papa... (en duo avec Georges Chauvier)                                                | Emil Stern                                            |                               | 3:00  | 1981 | 33 tours Philips 6313 255 Lama père et fils |
| Les inc'oyables (intervention parlée de Serge Lama dans ce titre interprété par des chœurs) | Yves Gilbert (compositeur pour l'ensemble de l'œuvre) |                               | 2:20  | 1982 | double 33 tours Philips 6622 039 J'assume tout Napoléon Note : Seuls les titres interprétés par Serge Lama (ainsi que ceux auxquels il participe) sont ici mentionnés ; l'album comprend également plusieurs titres chantés par des chœurs.                                                                                |
| La crainte et les intérêts                                                                  |                                                       |                               | 2:10  | 1982 | double 33 tours Philips 6622 039 J'assume tout Napoléon |
| La plus belle de Paris                                                                      |                                                       |                               | 2:25  | 1982 | double 33 tours Philips 6622 039 J'assume tout Napoléon |
| Debout tous                                                                                 |                                                       |                               | 2:45  | 1982 | double 33 tours Philips 6622 039 J'assume tout Napoléon |
| Napoleone                                                                                   |                                                       |                               | 2:55  | 1982 | double 33 tours Philips 6622 039 J'assume tout Napoléon |
| Cela m'ennuie tous ces cortèges                                                             |                                                       |                               | 4:05  | 1982 | double 33 tours Philips 6622 039 J'assume tout Napoléon |
| Lettre à Joséphine                                                                          |                                                       |                               | 3:50  | 1982 | double 33 tours Philips 6622 039 J'assume tout Napoléon |
| À quarante ans                                                                              |                                                       |                               | 4:00  | 1982 | double 33 tours Philips 6622 039 J'assume tout Napoléon |
| Malmaison                                                                                   |                                                       |                               | 3:05  | 1982 | double 33 tours Philips 6622 039 J'assume tout Napoléon |
| Le pont d'Arcole                                                                            |                                                       |                               | 3:00  | 1982 | double 33 tours Philips 6622 039 J'assume tout Napoléon |
| J'assume tous                                                                               |                                                       |                               | 3:00  | 1982 | double 33 tours Philips 6622 039 J'assume tout Napoléon |
| Si j'avais un enfant d'elle                                                                 |                                                       |                               | 4:30  | 1982 | double 33 tours Philips 6622 039 J'assume tout Napoléon |
| Je n'ai pas volé la couronne                                                                |                                                       |                               | 1:20  | 1982 | double 33 tours Philips 6622 039 J'assume tout Napoléon |
| Répudiation de Joséphine                                                                    |                                                       |                               | 2:20  | 1982 | double 33 tours Philips 6622 039 J'assume tout Napoléon |
| La complainte du soldat                                                                     |                                                       |                               | 2:30  | 1982 | double 33 tours Philips 6622 039 J'assume tout Napoléon |
| La retraite de Russie                                                                       |                                                       |                               | 4:50  | 1952 | double 33 tours Philips 6622 039 J'assume tout Napoléon |
| Les charognards (intervention parlée de Serge Lama dans ce titre interprété par des chœurs) |                                                       |                               | 3:30  | 1982 | double 33 tours Philips 6622 039 J'assume tout Napoléon |
| Sainte-Hélène                                                                               |                                                       |                               | 3:00  | 1982 | double 33 tours Philips 6622 039 J'assume tout Napoléon |
| Le mémorial                                                                                 |                                                       |                               | 2:50  | 1982 | double 33 tours Philips 6622 039 J'assume tout Napoléon |
| La Montholon                                                                                |                                                       |                               | 1:45  | 1982 | double 33 tours Philips 6622 039 J'assume tout Napoléon |
| Comme toujours "le retour des cendres"                                                      |                                                       |                               | 7:20  | 1982 | double 33 tours Philips 6622 039 J'assume tout Napoléon |
| Dans le signe du lion                                                                       | Yves Gilbert (compositeur pour l'ensemble de l'œuvre) |                               | 2:50  | 1985 | 33 tours Philips 822852-1 Marie, la polonaise : Napoléon volume III Note : Seuls les titres interprétés par Serge Lama (ainsi que ceux auxquels il participe) sont ici mentionnés ; l'album comprend également plusieurs titres chantés par des chœurs et ou Christine Delaroche dans le rôle de Joséphine de Beauharnais. |
| Vingt batailles gagnées                                                                     |                                                       |                               | 1:30  | 1985 | 33 tours Philips 822852-1 Marie, la polonaise : Napoléon volume III |
| Frappe, frappe, frappe (Serge Lama et Christine Delaroche)                                  |                                                       |                               | 2:15  | 1985 | 33 tours Philips 822852-1 Marie, la polonaise : Napoléon volume III |
| Marie la Polonaise                                                                          |                                                       |                               | 3:30  | 1985 | 33 tours Philips 822852-1 Marie, la polonaise : Napoléon volume III |
| Soldats, je suis content                                                                    |                                                       |                               | 1:45  | 1985 | 33 tours Philips 822852-1 Marie, la polonaise : Napoléon volume III |
| Un trône c'est quoi                                                                         |                                                       |                               | 1:45  | 1985 | 33 tours Philips 822852-1 Marie, la polonaise : Napoléon volume III |
| Moi, je me porte bien (Serge Lama et Christine Delaroche)                                   |                                                       |                               | 2:20  | 1985 | 33 tours Philips 822852-1 Marie, la polonaise : Napoléon volume III |
| Y'a t-il quelqu'un qui m'aime                                                               |                                                       |                               | 3:10  | 1985 | 33 tours Philips 822852-1 Marie, la polonaise : Napoléon volume III |
| Petit bonhomme                                                                              |                                                       |                               | 3:05  | 1985 | 33 tours Philips 822852-1 Marie, la polonaise : Napoléon volume III Note : Deux titres, créés à la scène, en 1984, dans la comédie musicale Napoléon, sont restés inédits au disque : L'Italie c'est fini et C'est un coup d'état (1799).                                                                                  |
| Seul avec ma cigarette (le porte-briquet)                                                   | Roger Loubet                                          |                               | 4:00  | 1986 | 33 tours Philips 826 717-1 Portraits de femmes |
| Je vous salue Marie                                                                         | Tony Stefanidis                                       |                               | 4:15  | 1986 | 33 tours Philips 826 717-1 Portraits de femmes |
| Pas vraimambeau                                                                             | Michel Guillaume                                      |                               | 4:45  | 1986 | 33 tours Philips 826 717-1 Portraits de femmes |
| Idées de femmes                                                                             | Tony Stefanidis                                       |                               | 4:25  | 1986 | 33 tours Philips 826 717-1 Portraits de femmes |
| Maman Chauvier                                                                              | Yves Gilbert                                          |                               | 3:10  | 1986 | 33 tours Philips 826 717-1 Portraits de femmes |
| Je ne me sens vrai que sur la scène                                                         | Claude Perraudin                                      |                               | 3:55  | 1986 | 33 tours Philips 826 717-1 Portraits de femmes |
| Dans les yeux des femmes                                                                    | Roger Loubet                                          |                               | 4:10  | 1986 | 33 tours Philips 826 717-1 Portraits de femmes |
| Portraits de femmes                                                                         | Jean Schultheis                                       |                               | 5:10  | 1986 | 33 tours Philips 826 717-1 Portraits de femmes |
| La vie simple et tranquille                                                                 | Yves Gilbert                                          |                               | 3:15  | 1986 | 33 tours Philips 826 717-1 Portraits de femmes |
| La musique et l'amour                                                                       | Claude Perraudin                                      |                               | 2:55  | 1986 | 33 tours Philips 826 717-1 Portraits de femmes |
| Fou d'elles et dégouté, je les aime                                                         | Michel Guillaume                                      |                               | 4:30  | 1986 | 33 tours Philips 826 717-1 Portraits de femmes |
| Encore une heure, encore un jour                                                            | Pascal Renard                                         |                               | 3:15  | 1986 | 33 tours Philips 826 717-1 Portraits de femmes |
| Manon                                                                                       | Jean-Claude Petit                                     |                               | 3:10  | 1986 | 45 tours RCA S241 |
| Je t'aime                                                                                   | Yves Gilbert                                          |                               | 3:13  | 1987 | 33 tours Pathé-Marconi 1741031 Je t'aime |
| Les Marie-France                                                                            | Tony Stefanidis                                       |                               | 3:38  | 1987 | 33 tours Pathé-Marconi 1741031 Je t'aime |
| Gamine bonbons                                                                              | Tony Stefanidis                                       |                               | 3:34  | 1987 | 33 tours Pathé-Marconi 1741031 Je t'aime |
| Boomerang                                                                                   | Jean-Claude Petit                                     |                               | 3:41  | 1987 | 33 tours Pathé-Marconi 1741031 Je t'aime |
| Tu seras un homme                                                                           | Mat Camison                                           | Rudyard Kipling               | 3:56  | 1987 | 33 tours Pathé-Marconi 1741031 Je t'aime |
| Esmeralda                                                                                   | Jean-Claude Petit                                     |                               | 3:47  | 1987 | 33 tours Pathé-Marconi 1741031 Je t'aime |
| La mode papa                                                                                | Tony Stefanidis                                       |                               | 3:28  | 1987 | 33 tours Pathé-Marconi 1741031 Je t'aime |
| J'm'ennuie                                                                                  | Yves Gilbert                                          |                               | 2:43  | 1987 | 33 tours Pathé-Marconi 1741031 Je t'aime |
| Fou d'une sa.... (Salome)                                                                   | Jean Schultheis                                       |                               | 4:00  | 1987 | 33 tours Pathé-Marconi 1741031 Je t'aime |
| On devient un émigrant (avec la voix de Tony Stefanidis)                                    | Tony Stefanidis                                       |                               | 3:58  | 1987 | 33 tours Pathé-Marconi 1741031 Je t'aime |
| La nostalgie des harems (avec la voix de Laurence Cartier)                                  | Yves Gilbert                                          |                               | 2:59  | 1987 | 33 tours Pathé-Marconi 1741031 Je t'aime |
| Adjani                                                                                      | Yves Gilbert                                          |                               |       | 1987 | 45 tours Pathé Marconi 174 097-7 |
| Le roi boiteux                                                                              | Yves Gilbert                                          | Gustave Nadaud                | 3:42  | 1988 | double 33 tours live 1742671 En Concert |
| Pour toi Arménie                                                                            | Georges Garvarentz                                    | Charles Aznavour              | 4:05  | 1989 | 45 tours Tréma - Pathé-Marconi 410459 |

### Les années 1990 - 2000
| Titre                                                                                         | Musique                              | Paroles                            | Durée | Date | Support                                                          |
| --------------------------------------------------------------------------------------------- | ------------------------------------ | ---------------------------------- | ----- | ---- | ---------------------------------------------------------------- |
| Europe Babel                                                                                  | Yves Gilbert                         |                                    | 4:28  | 1992 | album Sony Music 950 142 Amald'âme                               |
| Les Ballons rouges (nouvelle version)                                                         | Yves Gilbert                         |                                    | 3:33  | 1992 | album Sony Music 950 142 Amald'âme                               |
| L'Algérie (nouvelle version)                                                                  | Alice Dona                           |                                    | 3:49  | 1992 | album Sony Music 950 142 Amald'âme                               |
| Jonathan des banlieues                                                                        | Yves Gilbert                         |                                    | 3:45  | 1992 | album Sony Music 950 142 Amald'âme                               |
| Où vont tous ces bateaux (nouvelle version)                                                   | Tony Stéphanidis                     |                                    | 3:29  | 1992 | album Sony Music 950 142 Amald'âme                               |
| Et puis on s'aperçoit (nouvelle version)                                                      | Yves Gilbert                         |                                    | 4:09  | 1992 | album Sony Music 950 142 Amald'âme                               |
| Le grand amour                                                                                | Alice Dona                           |                                    | 4:18  | 1992 | album Sony Music 950 142 Amald'âme                               |
| D'aventures en aventures (nouvelle version)                                                   | Yves Gilbert                         |                                    | 3:50  | 1992 | album Sony Music 950 142 Amald'âme                               |
| Le dernier baiser (nouvelle version)                                                          | Alice Dona                           |                                    | 3:52  | 1992 | album Sony Music 950 142 Amald'âme                               |
| Superman (nouvelle version) (Apeman)                                                          | Raymond Douglas Davies               | Serge Lama (adaptation)            | 3:05  | 1992 | album Sony Music 950 142 Amald'âme                               |
| L'orgue de Barbara (nouvelle version)                                                         | Serge Lama                           |                                    | 2:30  | 1992 | album Sony Music 950 142 Amald'âme                               |
| À quinze ans (nouvelle version)                                                               | Jackie Bayard                        |                                    | 3:15  | 1992 | album Sony Music 950 142 Amald'âme                               |
| Je ne veux pas parler                                                                         | Alice Dona                           |                                    | 3:16  | 1994 | album WEA 4509-98650-2 Lama                                      |
| L'amour avec elle                                                                             | Alice Dona                           |                                    | 3:40  | 1994 | album WEA 4509-98650-2 Lama                                      |
| Je te partage                                                                                 | Yves Gilbert                         |                                    | 3:35  | 1994 | album WEA 4509-98650-2 Lama                                      |
| Neige                                                                                         | Yves Gilbert                         |                                    | 4:25  | 1994 | album WEA 4509-98650-2 Lama                                      |
| Quand j'irai vers l'or                                                                        | Alice Dona                           |                                    | 4:57  | 1994 | album WEA 4509-98650-2 Lama                                      |
| L'amitié c'est quand on a pas d'fille                                                         | Alice Dona                           |                                    | 3:13  | 1994 | album WEA 4509-98650-2 Lama                                      |
| La femme qu'on aime                                                                           | Yves Gilbert                         |                                    | 3:17  | 1994 | album WEA 4509-98650-2 Lama                                      |
| Oh comme les saumons                                                                          | Alice Dona                           |                                    | 4:33  | 1994 | album WEA 4509-98650-2 Lama                                      |
| Château en ruine                                                                              | Yves Gilbert                         |                                    | 4:01  | 1994 | album WEA 4509-98650-2 Lama                                      |
| Je suis un homme                                                                              | Yves Gilbert                         |                                    | 4:45  | 1994 | album WEA 4509-98650-2 Lama                                      |
| Tel père, tel fils                                                                            | Alice Dona                           |                                    | 4:55  | 1994 | album WEA 4509-98650-2 Lama                                      |
| Une femme avec toi                                                                            | F. Ferrari, Vito Pallavicini         | Pierre Delanoë (adaptation)        | 4:03  | 1995 | album Serge Lama chante les autres                               |
| Capri c'est fini                                                                              | Marcel Hurten                        | Hervé Vilard                       | 3:30  | 1995 | album Serge Lama chante les autres                               |
| Il suffirait de presque rien                                                                  | Jean-Max Rivière                     | Gérard Bourgeois                   | 2:28  | 1995 | album Serge Lama chante les autres                               |
| Et pourtant                                                                                   | Georges Garvarentz                   | Charles Aznavour                   | 2:58  | 1995 | album Serge Lama chante les autres                               |
| Toulouse                                                                                      | Claude Nougaro, Christian Chevallier | Claude Nougaro                     | 4:10  | 1995 | album Serge Lama chante les autres                               |
| La Fleur aux dents                                                                            | Joe Dassin                           | Claude Lemesle                     | 2:22  | 1995 | album Serge Lama chante les autres                               |
| Ivanovitch                                                                                    | Julien Clerc                         | Maurice Vallet                     | 2:58  | 1995 | album Serge Lama chante les autres                               |
| La Maison près de la fontaine                                                                 | Nino Ferrer                          | Nino Ferrer                        | 3:12  | 1995 | album Serge Lama chante les autres                               |
| Une petite fille en pleure                                                                    | Jacques Datin                        | Claude Nougaro                     | 2:16  | 1995 | album Serge Lama chante les autres                               |
| La marche nuptiale                                                                            | Georges Brassens                     | Georges Brassens                   | 3:53  | 1995 | album Serge Lama chante les autres                               |
| La fiancée                                                                                    | Jacques Datin                        |                                    | 3:07  | 1996 | album enregistré en public WEA 0630-15997-2 Lama l'ami           |
| J'ai refait l'amour avec elle                                                                 |                                      |                                    | 3:26  | 1996 | album WEA 0630-15997-2 Lama l'ami                                |
| Neige                                                                                         |                                      |                                    | 3:38  | 1996 | album WEA 0630-15997-2 Lama l'ami                                |
| Quand on a réussi                                                                             |                                      |                                    | 3:12  | 1996 | album WEA 0630-15997-2 Lama l'ami                                |
| Titanic                                                                                       | Yvan Cassar                          |                                    | 4:44  | 1996 | album WEA 0630-15997-2 Lama l'ami                                |
| Les hommes qui font rire les femmes                                                           |                                      |                                    | 4:08  | 1996 | album WEA 0630-15997-2 Lama l'ami                                |
| Donnez-moi une musique                                                                        |                                      |                                    |       | 1998 | album enregistré en public WEA Symphonique                       |
| Je t'aime                                                                                     |                                      |                                    |       | 1998 | album WEA Symphonique                                            |
| Le sermon                                                                                     |                                      |                                    |       | 1998 | album WEA Symphonique                                            |
| Claudia                                                                                       |                                      |                                    |       | 1998 | album WEA Symphonique                                            |
| La cathédrale                                                                                 |                                      |                                    |       | 1998 | album WEA Symphonique                                            |
| Mallarmé (Brise Marine)                                                                       |                                      | Stéphane Mallarmé                  |       | 1998 | Album WEA Symphonique                                            |
| Belle (avec David Hallyday et Patrick Bruel)                                                  | Richard Cocciante                    | Luc Plamondon                      |       | 1999 | album de la troupe des Enfoirés Dernière Édition avant l'an 2000 |
| Un enfant (avec Zazie)                                                                        | Jacques Revaux                       | Michel Sardou                      |       | 1999 | album Dernière Édition avant l'an 2000                           |
| Sarbacane (avec Roch Voisine, Marc Lavoine, Zazie et Maxime Le Forestier)                     | Francis Cabrel                       | Francis Cabrel                     |       | 1999 | album Dernière Édition avant l'an 2000                           |
| Je reviens te chercher (avec Karen Mulder)                                                    | Gilbert Bécaud                       | Pierre Delanoë                     |       | 2000 | album Enfoirés en 2000                                           |
| Même si tu revenais (avec Francis Cabrel, Maxime le Forestier, Marc Lavoine et Karen Mulder   | Jacques Chaumelle, Claude François   | Jacques Chaumelle, Claude François |       | 2000 | album Enfoirés en 2000                                           |
| Je vole (titre inclus dans un medley)                                                         | Michel Sardou, Pierre Billon         | Michel Sardou                      |       | 2000 | album Enfoirés en 2000                                           |
| Elle était si jolie (avec Marc Lavoine et Jean-Jacques Goldman) (titre inclus dans un medley) | Alain Barrière                       | Alain Barrière                     |       | 2000 | album Enfoirés en 2000                                           |
| Laissons entrer le soleil (avec Carole Fredericks) (titre inclus dans un medley)              | Galt Mc Dermot, Gerome Ragni         | Bernard Castelli, Jacques Lanzmann |       | 2000 | album Enfoirés en 2000                                           |
| Voici des fleurs, des fruits                                                                  | Serge Lama, Nicolas Montazaud        |                                    | 3:22  | 2001 | album WEA 0927 42117 2 Feuille à feuille                         |
| Si tu le veux                                                                                 | Yves Gilbert                         |                                    | 1:57  | 2001 | album WEA 0927 42117 2 Feuille à feuille                         |
| Rien ne vaut vous                                                                             | Nicolas Montazaud                    |                                    | 3:38  | 2001 | album WEA 0927 42117 2 Feuille à feuille                         |
| Quand est-c' qu'on fait l'amour                                                               | Christophe Leporatti                 |                                    | 3:38  | 2001 | album WEA 0927 42117 2 Feuille à feuille                         |
| Les gens qui s'aiment                                                                         | Yves Gilbert                         |                                    | 3:48  | 2001 | album WEA 0927 42117 2 Feuille à feuille                         |
| Je suis nostalgique                                                                           | Nicolas Montazaud                    |                                    | 2:58  | 2001 | album WEA 0927 42117 2 Feuille à feuille                         |
| Les poètes                                                                                    | Yves Gilbert                         |                                    | 3:10  | 2001 | album WEA 0927 42117 2 Feuille à feuille                         |
| Les jardins ouvriers (les illusions)                                                          | Yves Gilbert                         |                                    | 3:40  | 2001 | album WEA 0927 42117 2 Feuille à feuille                         |
| Les Quebecoises                                                                               | Nicolas Montazaud                    |                                    | 2:56  | 2001 | album WEA 0927 42117 2 Feuille à feuille                         |
| Quand on revient de là (en duo avec Lena Ka)                                                  | Nicolas Montazaud                    |                                    | 3:31  | 2001 | album WEA 0927 42117 2 Feuille à feuille                         |
| Femme adieu                                                                                   | Christophe Leporatti                 |                                    | 3:45  | 2001 | album WEA 0927 42117 2 Feuille à feuille                         |
| Bora Bora                                                                                     | Yves Gilbert                         |                                    | 2:23  | 2001 | album WEA 0927 42117 2 Feuille à feuille                         |
| Tout plus tout                                                                                | Christophe Leporatti                 |                                    | 3:15  | 2001 | album WEA 0927 42117 2 Feuille à feuille                         |
| Et moi je rends les femmes belles                                                             | Christophe Leporatti                 |                                    | 2:14  | 2001 | album WEA 0927 42117 2 Feuille à feuille                         |
| Amsterdam (avec Garou et Hélène Ségara)                                                       | Jacques Brel                         | Jacques Brel                       |       | 2002 | album de la troupe des Enfoirés Tous dans le même bateau         |
| Savoir aimer (avec Isabelle Boulay) (titre inclus dans un medley)                             | Pascal Obispo                        | Lionel Florence                    |       | 2002 | album Tous dans le même bateau                                   |
| Le train d'amour (en duo avec Gilbert Bécaud)                                                 | Gilbert Bécaud                       |                                    |       | 2002 | CD single promotionnel EMI 7243 5509482 7                        |
| La chanteuse a vingt ans (en duo avec Alice Dona)                                             | Alice Dona                           |                                    |       | 2003 | double album live WEA 050466 527424 Un jour, une vie             |
| D'aventures en aventures (en duo avec Isabelle Boulay)                                        | Yves Gilbert                         |                                    |       | 2003 | double album live WEA 050466 527424 Un jour, une vie             |
| Je voudrais tant que tu sois là (en duo avec Annie Girardot)                                  | Yves Gilbert                         |                                    |       | 2003 | album WEA 25646-1180-2 Pluri((elles))                            |
| Les Ballons rouges (en duo avec Lara Fabian)                                                  | Yves Gilbert                         |                                    |       | 2003 | album Pluri((elles))                                             |
| Le 15 juillet à 5 heures (en duo avec Lena Ka)                                                | Yves Gilbert                         |                                    |       | 2003 | album Pluri((elles))                                             |
| L'enfant d'un autre (en duo avec Lynda Lemay)                                                 | Alice Dona                           |                                    |       | 2003 | album Pluri((elles))                                             |
| Je suis malade (en duo virtuel avec Dalida)                                                   | Alice Dona                           |                                    |       | 2003 | album Pluri((elles))                                             |
| Une île (en duo avec Anggun)                                                                  | Yves Gilbert                         |                                    |       | 2003 | album Pluri((elles))                                             |
| Une petite cantate (en duo avec Marie-Paule Belle)                                            | Barbara                              | Barbara                            |       | 2003 | album Pluri((elles))                                             |
| Quand on revient de là (en duo avec Isabelle Boulay)                                          | Nicolas Montazaud                    |                                    |       | 2003 | album Pluri((elles))                                             |
| Femme, femme, femme (en duo avec L5)                                                          | Alice Dona                           |                                    |       | 2003 | album Pluri((elles))                                             |
| D'aventures en aventures (en duo avec Enzo Enzo)                                              | Yves Gilbert                         |                                    |       | 2003 | album Pluri((elles))                                             |
| Les poètes (en duo avec Lorie)                                                                | Yves Gilbert                         |                                    |       | 2003 | album Pluri((elles))                                             |
| Je t'aime à la folie (en duo avec Sweet Génération)                                           | Yves Gilbert                         |                                    |       | 2003 | album Pluri((elles))                                             |
| Un jour une vie                                                                               |                                      |                                    |       | 2003 | double album live WEA Un jour, une vie                           |
| D'où qu'on parte                                                                              | Christophe Leporati                  |                                    | 2:52  | 2008 | album WEA 2564693157 L'Âge d'horizons                            |
| J'espère                                                                                      | Christophe Leporati                  |                                    | 3:50  | 2008 | album WEA 2564693157 L'Âge d'horizons                            |
| Les hommes et les femmes                                                                      | Yves Gilbert                         |                                    | 2:24  | 2008 | album WEA 2564693157 L'Âge d'horizons                            |
| Les filles d'Abraham                                                                          | Sergio Tomassi                       |                                    | 3:56  | 2008 | album WEA 2564693157 L'Âge d'horizons                            |
| Une histoire de rien                                                                          | Christophe Leporati                  |                                    | 3:15  | 2008 | album WEA 2564693157 L'Âge d'horizons                            |
| Grosso modo                                                                                   | Yves Gilbert                         |                                    | 2:51  | 2008 | album WEA 2564693157 L'Âge d'horizons                            |
| J'arrive à l'heure (le cocotier)                                                              | Yves Gilbert                         |                                    | 3:15  | 2008 | album WEA 2564693157 L'Âge d'horizons                            |
| Accident d'amour                                                                              | Sergio Tomassi                       |                                    | 1:53  | 2008 | album WEA 2564693157 L'Âge d'horizons                            |
| Alors que l'on s'est tant aimés                                                               | Christophe Leporati                  |                                    | 3:16  | 2008 | album WEA 2564693157 L'Âge d'horizons                            |
| Que viva Vivaldi                                                                              | Christophe Leporati                  |                                    | 2:29  | 2008 | album WEA 2564693157 L'Âge d'horizons                            |
| Socrate (participation parlée de Sergio Tomassi)                                              | Yves Gilbert                         |                                    | 2:44  | 2008 | album WEA 2564693157 L'Âge d'horizons                            |
| Verbaudrimlaine (en duo avec Gélisdéa Tomassi)                                                | Yves Gilbert                         |                                    | 2:13  | 2008 | album WEA 2564693157 L'Âge d'horizons                            |
| La lampe à pétrole                                                                            | Yves Gilbert                         |                                    | 3:05  | 2008 | album WEA 2564693157 L'Âge d'horizons                            |
| Objets hétéroclites (Tu Te Fais L'Amour)                                                      | Sergio Tomassi                       |                                    | 3:23  | 2008 | album WEA 2564693157 L'Âge d'horizons                            |
| Cathy (en duo avec Marie Christophe)                                                          | Sergio Tomassi                       |                                    | 3:23  | 2008 | album WEA 2564693157 L'Âge d'horizons                            |
| L'âge d'horizon                                                                               | Yves Gilbert                         |                                    | 0:52  | 2008 | album WEA 2564693157 L'Âge d'horizons                            |
|                                                                                               |                                      |                                    |       |      |                                                                  |

### Les années 2010 - 2020
| Titre | Musique                             | Paroles                   | Durée | Date | Support |
| --- | ----------------------------------- | ------------------------- | ----- | ---- | --- |
| Tu veux ou tu veux pas (avec Michael Jones et Maxime Le Forestier (titre inclus dans un medley) (Nem Vem Que não Tem (pt))                                          | Carlos Imperial (pt)                | Pierre Cour (adaptation)  |       | 2011 | album de la troupe des Enfoirés Dans l'œil des Enfoirés |
| Automne (avec Christophe Maé, Maurane et Hélène Ségara) | Francine Cockenpot                  | Jacqueline Debatte        |       | 2011 | album Dans l'œil des Enfoirés |
| Voici les clés (avec Alain Bernard, Patrick Bruel, Liane Foly, Grégoire, Maxime Le Forestier, Renan Luce, Mimie Mathy, Jean-Baptiste Maunier, Kad Merad, Mc Solaar) | Toto Cutugno, Vito Pallavicini      | Pierre Delanoë            |       | 2011 | album Dans l'œil des Enfoirés |
| La rivière | Gilbert Bécaud                      | Maurice Vidalin           | 5:08  | 2011 | album WEA 2564662979 Bécaud, et maintenant (album collectif en hommage à Gilbert Bécaud) |
| La balade du poète |                                     |                           | 2:37  | 2012 | album WEA 0825646537136 La Balade du poète |
| À quelle heure (nouvelle version) | Tony Stefanidis                     |                           | 2:40  | 2012 | album WEA 0825646537136 La Balade du poète |
| D'aventures en aventures (nouvelle version) | Yves Gilbert                        |                           | 3:27  | 2012 | album WEA 0825646537136 La Balade du poète |
| Je suis malade - Les P'tites Femmes de Pigalle (nouvelles versions)                                                                                                 | Alice Dona - Jacques Datin          |                           | 4:01  | 2012 | album WEA 0825646537136 La Balade du poète |
| Mémorandum pour un pucelage nouvelle version, en duo avec Luana Santonino                                                                                           | Yves Gilbert                        |                           | 2:36  | 2012 | album WEA 0825646537136 La Balade du poète |
| Dominika |                                     |                           | 2:33  | 2012 | album WEA 0825646537136 La Balade du poète |
| L'enfant d'un autre (nouvelle version) | Alice Dona                          |                           | 2:53  | 2012 | album WEA 0825646537136 La Balade du poète |
| Moyennant quoi (nouvelle version) | Alice Dona                          |                           | 2:54  | 2012 | album WEA 0825646537136 La Balade du poète |
| La fille dans l'église (nouvelle version) | Alice Dona                          | Maurice Vamby, Serge Lama | 3:07  | 2012 | album WEA 0825646537136 La Balade du poète |
| Et puis on s'aperçoit (nouvelle version) | Yves Gilbert                        |                           | 3:22  | 2012 | album WEA 0825646537136 La Balade du poète |
| Mon dada c'est la danseuse (nouvelle version) | Jean-Claude Petit, Serge Lama       |                           | 2:45  | 2012 | album WEA 0825646537136 La Balade du poète |
| comment veux-tu que je la quitte |                                     |                           | 3:18  | 2012 | album WEA 0825646537136 La Balade du poète |
| La vie Lilas (nouvelle version) | Alice Dona                          |                           | 3:43  | 2012 | album WEA 0825646537136 La Balade du poète |
| Je t'aime (nouvelle version) | Yves Gilbert                        |                           | 2:57  | 2012 | album WEA 0825646537136 La Balade du poète |
| Seul tout seul (nouvelle version) | Alice Dona                          |                           | 3:22  | 2012 | album WEA 0825646537136 La Balade du poète |
| Je t'aime à la folie (nouvelle version) | Yves Gilbert                        |                           | 4:01  | 2012 | album WEA 0825646537136 La Balade du poète |
| Des éclairs et des révolvers |                                     |                           | 3:52  | 2012 | album WEA 0825646537136 La Balade du poète |
| Les Ballons rouges (enregistré en public à Marigny) | Yves Gilbert                        |                           | 4:26  | 2012 | album WEA 0825646537136 La Balade du poète |
| Rien ne vaut vous (nouvelle version, texte revisité) | Nicolas Montazaud                   |                           | 3:44  | 2012 | album WEA 0825646537136 La Balade du poète |
| Une île | Yves Gilbert                        |                           | 4:27  | 2012 | album WEA 0825646537136 La Balade du poète |
| Je voudrai tant que tu sois là (avec Annie Girardot) | Yves Gilbert                        |                           | 3:18  | 2012 | album WEA 0825646537136 La Balade du poète |
| Les glycines (enregistré en public) | Yves Gilbert, Jean-Claude Petit     |                           | 3:22  | 2012 | album WEA 0825646537136 La Balade du poète |
| L'enfant au piano (enregistré en public à Marigny) | Yves Gilbert                        |                           | 3:22  | 2012 | album WEA 0825646537136 La Balade du poète |
| Mon ami, mon maître | Yves Gilbert                        |                           | 3:26  | 2012 | album WEA 0825646537136 La Balade du poète |
| L'amitié c'est quand on a pas de fille | Alice Dona                          |                           | 2:50  | 2012 | album WEA 0825646537136 La Balade du poète |
| Je te partage (nouvelle version, texte revisité) | Yves Gilbert                        |                           | 3:38  | 2012 | album WEA 0825646537136 La Balade du poète |
| Femme, femme, femme | Alice Dona                          |                           | 3:17  | 2012 | album WEA 0825646537136 La Balade du poète |
| L'Algérie (enregistré en public à Marigny) | Alice Dona                          |                           | 5:16  | 2012 | album WEA 0825646537136 La Balade du poète |
| Le quinze juillet à cinq heures (enregistré en public) | Yves Gilbert                        |                           | 3:41  | 2012 | album WEA 0825646537136 La Balade du poète |
| D'où qu'on parte | Christophe Leporati                 |                           | 2:52  | 2012 | album WEA 0825646537136 La Balade du poète |
| Alors que l'on s'est tant aimé | christophe Leporati                 |                           | 3:16  | 2012 | album WEA 0825646537136 La Balade du poète |
| Un jour, une vie (enregistré en public) |                                     |                           | 2:49  | 2012 | album WEA 0825646537136 La Balade du poète |
| J'espère | Christophe Leporati                 |                           | 3:50  | 2012 | album WEA 0825646537136 La Balade du poète |
| La fiancée | Jacques Datin                       |                           | 3:29  | 2012 | album WEA 0825646537136 La Balade du poète |
| Le temps de la rengaine (1e partie)e (enregistré en public) | Yves Gilbert                        |                           | 0:54  | 2012 | album WEA 0825646537136 La Balade du poète |
| Les jardins ouvriers (les illusions)e (enregistré en public) | Yves Gilbert                        |                           | 3:09  | 2012 | album WEA 0825646537136 La Balade du poète |
| Le temps de la rengaine (2e partie)e (enregistré en public) | Yves Gilbert                        |                           | 1:19  | 2012 | album WEA 0825646537136 La Balade du poète |
| La braconnee (enregistré en public) | Alice Dona                          | Eddy Marouani, Serge Lama | 2:37  | 2012 | album WEA 0825646537136 La Balade du poète |
| Chez moi | Alice Dona                          |                           | 4:14  | 2012 | album WEA 0825646537136 La Balade du poète |
| Vingt ans | Léo Ferré                           | Léo Ferré                 | 2:51  | 2013 | participation à l'album Une voix, une guitare de Jean-Félix Lalanne |
| Les muses | Francis Cabrel                      |                           | 3:45  | 2016 | album WEA 0190 295 933 029 (édition courante) Où sont passés nos rêves |
| Bordeaux | Pascal Obispo                       |                           | 3:56  | 2016 | album WEA 0190 295 933 029 (édition courante) Où sont passés nos rêves |
| Mais j'ten veux pas | Julien Clerc                        |                           | 3:03  | 2016 | |
| Casablanca (en duo avec Carla Bruni) | Carla Bruni                         |                           | 3:03  | 2016 | album WEA 0190 295 933 029 (édition courante) Où sont passés nos rêves |
| Le souvenir | Calogero                            |                           | 4:08  | 2016 | album WEA 0190 295 933 029 (édition courante) Où sont passés nos rêves |
| Golgotha | Francis Cabrel                      |                           | 3:44  | 2016 | album WEA 0190 295 933 029 (édition courante) Où sont passés nos rêves |
| L'arbre de Noël (en duo avec Francis Cabrel) | Francis Cabrel, Serge Lama          |                           | 3:17  | 2016 | album WEA 0190 295 933 029 (édition courante) Où sont passés nos rêves |
| Je serai là | Davide Esposito                     |                           | 3:30  | 2016 | album WEA 0190 295 933 029 (édition courante) Où sont passés nos rêves |
| Quand on est pauvre | Adamo                               |                           | 3:54  | 2016 | album WEA 0190 295 933 029 (édition courante) Où sont passés nos rêves |
| Lettre à mon fils | Maxime le Forestier                 |                           | 3:56  | 2016 | album WEA 0190 295 933 029 (édition courante) Où sont passés nos rêves |
| où sont passés nos rêves | Julien Clerc                        |                           | 2:40  | 2016 | album WEA 0190 295 933 029 (édition courante) Où sont passés nos rêves |
| Un p'tit cœur | Patrick Bruel                       |                           | 2:53  | 2016 | album WEA 0190 295 933 029 (édition courante) Où sont passés nos rêves |
| Le clocher d'Elseneur | Yves Gilbert                        |                           | 2:50  | 2016 | album WEA 0190 295 933 029 (édition courante) Où sont passés nos rêves |
| L'eau de vie | Christophe Maé                      |                           | 2:59  | 2016 | album WEA 0190 295 933 029 (édition courante) Où sont passés nos rêves |
| Hop tempo | Gérard Lenorman                     |                           | 3:02  | 2016 | album WEA 0190 295 933 029 (édition courante) Où sont passés nos rêves |
| Les adieux des artistes | Bénabar                             |                           | 3:01  | 2016 | album WEA 0190 295 933 029 (édition courante) Où sont passés nos rêves |
| L'idole | Davide Esposito                     |                           | 3:58  | 2016 | titre bonus de l'édition collector CD/DVD WEA 0190 295 932 992 Où sont passés nos rêves |
| Je débute | Davide Esposito                     |                           |       | 2016 | titre bonus de l'édition de luxe limitée CD/DVD Warner 0190 295 761 387 (2017) Où sont passés nos rêves |
| Comme elles étaient belles | Emil Stern                          |                           |       | 2016 | titre bonus de l'édition de luxe limitée CD/DVD Warner 0190 295 761 387 (2017) Où sont passés nos rêves nouvelle version avec des paroles différentes de celle parue en 1968 sur l'album D'aventures en aventures                                               |
| Vivre tout seul (Bird on the Wire) | Léonard Cohen                       | Serge Lama (adaptation)   |       | 2016 | titre bonus de l'édition de luxe limitée CD/DVD Warner 0190 295 761 387 (2017) Où sont passés nos rêves Serge Lama enregistre une nouvelle version d'une chanson parut en 1971 sur l'album Superman                                                             |
| Je veux du bonheur | Christophe Maé, Maxime Nouchy       |                           |       | 2016 | titre bonus de l'édition de luxe limitée CD/DVD Warner 0190 295 761 387 (2017) Où sont passés nos rêves |
| Le dernier baiser | Yves Gilbert                        |                           |       | 2016 | titre bonus de l'édition de luxe limitée CD/DVD Warner 0190 295 761 387 (2017) Où sont passés nos rêves Le dernier baiser est la reprise de la chanson BO du film Le Dernier Baiser de Dolorès Grassian, enregistré par Serge Lama et parut en 45 tours en 1977 |
| Aimer | Davide Esposito                     |                           | 3'40  | 2022 | album Aimer |
| Demain est à nous | Marc Demais                         |                           | 3'03  | 2022 | album Aimer |
| Camus | Augustin Charnet, Dani Barba Moreno |                           | 3'36  | 2022 | album Aimer |
| Les hommes que j'aime | Davide Esposito                     |                           | 3'00  | 2022 | album Aimer |
| Aime-moi (en duo avec Luana Santonino-Lama) | Hélène Blazy                        | Inès Dauxerre             | 4'01  | 2022 | album Aimer |
| C'est pourquoi je te dis adieu | Davide Esposito                     |                           | 3'46  | 2022 | album Aimer |
| Le geste de RogerFederer | Augustin Charnet                    |                           | 3'24  | 2022 | album Aimer |
| Je te fais l'amour comme une femme | Yves Gilbert                        |                           | 3'57  | 2022 | album Aimer |
| Beau mec | Marie-Paule Belle                   |                           | 4'00  | 2022 | album Aimer |
| Le retraité | Augustin Charnet                    |                           | 1'58  | 2022 | album Aimer |
| Ti bijou | Sergio Tomassi                      |                           | 3'04  | 2022 | album Aimer |
| Moby Dick | Roger Loubet                        |                           | 4'30  | 2022 | album Aimer |
| Aime-moi (en duo avec Luana Santonino-Lama) | Hélène Blazy                        | Inès Dauxerre             | 4'01  | 2022 | version originale, album Aimer bonus édition collector |
| Je suis malade | Alice Dona                          |                           | 2'39  | 2022 | version parlée, dites à nu, façon théâtre, album Aimer bonus édition collector |
| |                                     |                           |       |      | |